# Johan Meewis
Johannes Adriaan (Johan) Meewis (Amsterdam, 21 september 1905 – Davos, 18 april 1948) was een Nederlandse verzetsstrijder tijdens de Tweede Wereldoorlog.
Als lid van de KP-Amsterdam was hij betrokken bij de voorbereiding van de mislukte Overval op het Huis van Bewaring Weteringschans onder leiding van Johannes Post. Als een de weinigen van de betrokkenen overleefde hij de oorlog. In 1948 overleed hij in Zwitserland op 42-jarige leeftijd. In de Amsterdamse wijk Slotermeer-Noordoost is een straat naar hem vernoemd, de Johannes Meewisstraat.
Onder meer Anna Lina Hemrika werkte als koerierster voor Johan Meewis. Zij schreef in 1985 het boek "Klein monument" over de oorlog.